# Sargé-sur-Braye
Sargé-sur-Braye település Franciaországban, Loir-et-Cher megyében. Lakosainak száma 956 fő (2022. január 1.). Sargé-sur-Braye Baillou, Cormenon, Épuisay, Savigny-sur-Braye, Le Temple, Marolles-lès-Saint-Calais és Rahay községekkel határos.

## Népesség
A település népessége az elmúlt években az alábbi módon változott:
| Lakosok száma | 991  | 974  | 988  | 934  | 1058 | 1054 | 1041 | 1026 | 1010 | 956  |
|               | 1968 | 1982 | 1990 | 2006 | 2013 | 2015 | 2017 | 2019 | 2020 | 2022 |